# 27724 Jeannoel
A 27724 Jeannoel (ideiglenes jelöléssel (27724) 1990 QA1) a Naprendszer kisbolygóövében található aszteroida. Eric Walter Elst fedezte fel 1990. augusztus 21-én.